# João Braula Reis
João Maria Braula Reis (Leiria, Leiria, 16 de Junho de 1927 — 1989) foi um arquitecto português.

## Biografia
Filho de Augusto Reis e de Clotilde Maria Braula Jacinto, pertencia a uma numerosa família, de apelido Braula Reis (Braula = Bralla), um nome oriundo de comerciantes da zona da Flandres, norte da Bélgica), estabelecida em Leiria. Residiu, nesta cidade, junto à colina castelo. Depois da derrocada familiar, causada pela falência da fábrica de pirolitos (bebida engarrafada, muito apreciada naquela época), a família ficou em má situação económica, tendo decidido mudar a sua residência para Lisboa.
Os pais, com enormes esforços familiares, conseguiram levar os 11 filhos que tiveram, e entre eles, João Maria Braula Reis, a estudar. Licenciado em Arquitetura, pela Escola Superior de Belas-Artes de Lisboa, foi uma pessoa muito querida de todos quantos privaram com ele, incluindo no meio da arquitetura. Tinha o seu atelier onde agora é o Clube Militar Naval, em Lisboa, e era a antiga Embaixada do Japão, durante a Segunda Grande Guerra.
Destaca-se entre os seus projectos arquitetónicos, o seguinte:
- Edifício na Rua Braamcamp n.º 9 (conhecido por “Franjinhas”) (projecto conjunto com Nuno Teotónio Pereira) - Prémio Valmor, 1971.[1]